# Da Igreja o Fundamento
"The Church's One Foundation" ou ''A Fundação Única da Igreja'' é um hino escrito na década de 1860 pelo clérigo anglicano Samuel John Stone.
A música foi escrita como uma resposta direta ao cisma dentro da Igreja da África do Sul causada por John William Colenso, primeiro bispo de Natal, o qual disse que grande parte da Bíblia é fictícia.  Este tópico é mencionado no quarto versículo do texto "Embora com uma admiração desdenhosa os homens a vejam oprimida, por cismas rasgados em pedaços, por heresias angustiadas". Quando o bispo Colenso foi expulso da igreja por seus ensinamentos, ele apelou às autoridades eclesiásticas mais altas da Inglaterra.
Foi então que Samuel Stone se envolveu no debate. O inspirou a escrever um conjunto de hinos baseado no Credo dos Apóstolos em 1866. Ele o intitulou Lyra Fidelium; Doze hinos sobre os doze artigos do credo dos apóstolos . A "Fundação Única da Igreja" é baseada no nono artigo, A Santa Igreja universal; A comunhão dos santos.
A música também serviu de inspiração para o poema de Rudyard Kipling, de 1896, Hymn Before Action.
A melodia usada é "Aurelia", do anglicano Samuel Sebastian Wesley.

## Letra original
O hino possui 7 estrofes, das quais a primeira é a seguinte:
O único fundamento da igreja
é Jesus Cristo, seu Senhor;
ela é sua nova criação
pela água e pela Palavra:
do céu ele veio e a procurou
como sua santa noiva;
com seu próprio sangue ele a comprou
e pela vida dela ele morreu.

### Versão em português
O Hino em português ficou conhecido como ''Da Igreja o Fundamento'' e possui 3 estrofes, das quais a primeira é a seguinte:
Da Igreja o fundamento
É Cristo, o Salvador!
Em seu poder descansa
E é forte em seu amor
Pois nele, alicerçada,
Segura e firme está
E sobre a Rocha Eterna
Jamais se abalará.

## Uso popular
No filme de 1941, One Foot in Heaven , a música é apresentada na cena emocional final.
O autor de ficção científica David Weber usou partes da Única Fundação da Igreja como títulos de livros para sua série Safehold.